# The Dancin' Fool
The Dancin' Fool és una pel·lícula muda de la Famous Players-Lasky dirigida per Sam Wood i protagonitzada per Wallace Reid i Bebe Daniels. És una de les primeres pel·lícules de Wood filmada en una època en què la productora volia promocionar Daniels com a substituta de l’anterior parella al cinema de Reid, Ann Little. Basada en el relat homònim de Henry Payson Dowst (1919),l a pel·lícula es va estrenar el 2 de maig de 1920.

## Argument
Sylvester Tibble, arriba a Nova York per treballar en el negoci del seu oncle Enoch Jones per 6 dòlars setmanals. Un dia, en un cabaret de jazz coneix Junie Budd que li ofereix guanyar uns dòlars addicionals ballant en la pista del cabaret. Ballant en estil Apache, aviat s’enamoren un de l’altre. Sylvester també té èxit en el negoci de l’oncle introduint mètodes de negoci moderns.

## Repartiment
- Wallace Reid (Sylvester Tibble)
- Bebe Daniels (Junie Budd)
- Raymond Hatton (Enoch Jones)
- Willis Marks (Tim Meeks)
- Lillian Leighton (Ma Budd)
- Tully Marshall (Charle Harkins)
- George B. Williams (McGammon)
- Carlos San Martin (Elkus)
- William H. Brown (Gabby Gaines)
- Ruth Ashby (Dorothy Harkins)
- Ernest Joy (Tom Reed)